# University of California
University of California (UC) är ett av två universitetssystem som ägs av Kaliforniens delstatsstyre. Det andra offentligägda universitetssystemet är California State University.
UC har 10 campus i Kalifornien, varav de kanske mest kända och framstående finns i Berkeley (UC Berkeley) och Los Angeles (UCLA). Juridikhögskolan Hastings College of the Law ingår också i universitetet. University of California är det universitet i världen som har utbildat flest nobelpristagare. De olika campusen brukar förkortas UC plus första bokstaven i stadens namn, till exempel UCI för University of California, Irvine, och UCLA för University of California, Los Angeles. UCLA och UC Berkeley (kallas även CAL) är rankat som världens bästa universitet och ingår i topp 25 i USA och topp 30 i världen i olika rankningar och bedömningar. 
Det är svårt att komma in på UCLA och UC Berkeley, och de som studerar vid dessa universitet har höga betyg, och höga SAT-poäng. Både UCLA och UC Berkeley är välkända över hela världen och de som studerar där har ofta hög status som studenter och sedan som alumner. 
År 2011 hade University of California en studentkår på 234 464 studenter, 18 896 lärare, en administrativ personal på 189 116 och över 1 600 000 ännu levande alumner. Förutom utbildning och forskning driver UC flera sjukhus och på uppdrag av olika federala myndigheter ansvarar UC också för forskningslaboratorier, exempelvis Los Alamos National Laboratory i New Mexico.
Guvernör Frederick Low lade 1867 fram planer för universitetssystemets grundande. Följande år undertecknades lagen som antagits av Kaliforniens delstatslegislatur för grundandet av University of California av guvernör Henry Haight. Samma år, 1868, grundades det första campuset i Berkeley; det andra campuset i Los Angeles (UCLA) bildades 1919.

## Campus
- Berkeley
- Davis
- Hastings College of the Law i San Francisco
- Irvine
- Los Angeles
- Merced
- Riverside
- San Diego
- San Francisco
- Santa Barbara
- Santa Cruz